# Црква Успења Пресвете Богородице у Вођеници
Црква Успења Пресвете Богородице се налази у селу Вођеница и припада Епархији бихаћко-петровачкој.

## Историја цркве
Црква Успења Пресвете Богородице се налази се у Општини Босански Петровац, у селу Вођеница, заселак Горња Вођеница. Подигнута је приносом мештана села: Вођеница, Врановина и Скакавац 1913. године.
Од свог подизања па до данас, црква је претрпела велика оштећена. Неколико пута је била спаљивана и рушена, али је сваког пута изнова обнављана. Највећа оштећења је претрпела у Другом светском рату и 1995. године када је село Вођеница припало Федерацији Босне и Херцеговине. Тада су сви становници Вођенице и околних српских села у Општини Босански Петровац и Општини Бихаћ избегли у Републику Српску и Србију, а сва њихова имовина која је остала је била опљачкана или уништена. Исту судбину је доживела и црква Успења Пресвете Богородице у Вођеници. Када су Срби после 2001. године почели да се враћају у своје разрушене куће, од којих је већина била поново обновљена уз помоћ донација из Европске уније, после неколико година су обновили и цркву. На црквеној огради стоји натпис „Ограду подиже Душан Ступар за помен на Деву Ступар, рођену Радошевић из Вођенице“.

## Црква данас
Црква Успења Пресвете Богородице у Вођеници, данас представља културни центар Вођенице. У дворишту цркве је подигнут споменик убијеним становницима Вођенице од стране муслиманске војске 1995. године. Такође у дворишту цркве је направљена и једна спомен-чесма, на којој стоји натпис "У спомен седам порушених вођеничких чесама и за вјечни покој слугу божијих Богдана, Данке и Драге Ступар.
Др Ненад и Драгица Бабић са породицом
Љета Господњег 2008."
Слава цркве је Успење Пресвете Богородице, и на тај дан у цркву долазе многи становници Вођенице, Скакавца и Врановинц, као и околних села. На тај дан се обично у дворишту цркве одржава и збор, поводом тог празника.